# Ment

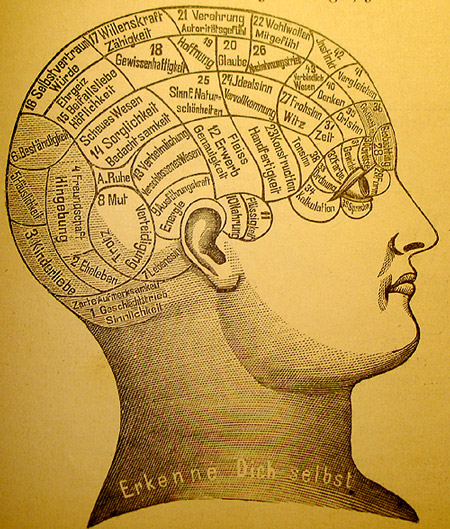
Un mapeig frenològic del cervell. La frenologia fou un dels primers intents de correlacionar les funcions mentals amb parts específiques del cervell.

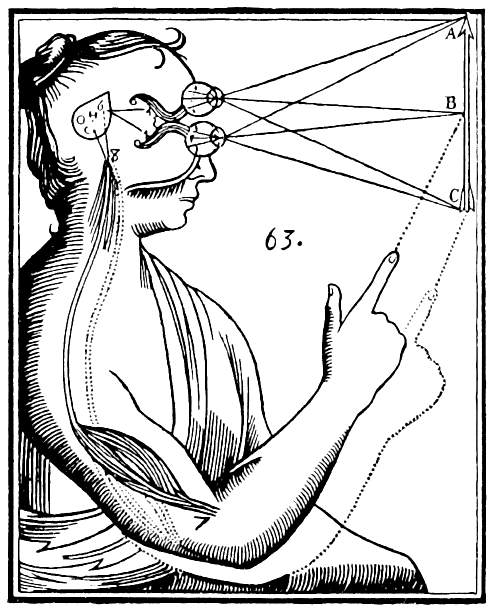
Il·lustració de René Descartes sobre el dualisme ment/cos. Descartes creia que les entrades es transmeten pels òrgans dels sentits a l'epífisis del cervell i d'allí a l'esperit immaterial.

La ment és la construcció psicològica que aglutina els actes de percepció, cognició, emoció, etc., és a dir, el conjunt de les funcions psíquiques — una característica dels humans, però que també pot ser vàlida per a altres formes de vida — i intel·lectuals.
És el que dona consistència a les impressions i pensaments del subjecte, cosa que li permet tenir consciència i personalitat diferenciada de la resta. El terme també s'utilitza com un possible sinònim del que considerem intel·ligència. Segons el punt de vista adoptat, la ment pot ser un component del cervell o una entitat separada, pertanyent a un altre pla explicatiu. Existirien tres vies principals d'abordar-ho:
- La unitat de tot el cos (la ment no és més que el cervell), com pensen els seguidors del materialisme.
- Aquells que defensen un dualisme estricte.
- Els partidaris de l'emergentisme, que creuen que la ment pot sorgir d'allò físic i hi està lligada indissolublement, però que ho transcendeix.

La ment és l'objecte fonamental d'estudi de la psicologia, tot i que, com a concepte i part distintiva de l'individu, afecta altres disciplines com la filosofia (al segle xx en sorgí una branca específica, la filosofia de la ment, que es defineix com la branca que estudia la naturalesa dels fenòmens i processos mentals, i la relació que aquests tenen amb els diversos comportaments que trobem en l'ésser humà, mitjançant les connexions que es puguin establir amb el sistema nerviós central). Per a la religió, és similar en la naturalesa a l'ànima, és el que permet parlar d'un "jo" racional i únic i s'assimila al principi vital. Antigament rebia el nom d'esperit. Les teories precientífiques basades en la teologia es concentraven en la presumpta relació entre la ment i l'ànima, l'essència sobrenatural, divina o atorgada pels déus a les persones.
Hi ha hagut moltes teories sobre la ment i el seu funcionament. Les primeres especulacions documentades són de pensadors com Zoroastre, Buda, Plató, Aristòtil, Adi Shankara i altres antics filòsofs grecs, indis i, posteriorment, musulmans. Tot i que molts d'aquestes filòsofs sovint afirmaven l'existència d'una ment còsmica, comuna a tots els éssers humans o a tot l'univers, aquesta idea ha caigut en desús o ha estat adoptada per altres conceptes, així que modernament s'entén la ment com quelcom sobretot individual (encara que influït pels altres).

## Generalitats
En psicologia és comú distingir entre ment i cervell, tot i que la ment emergeix del cervell. No obstant això, està més vinculada a la disciplina anomenada filosofia de la ment. Alguns científics i filòsofs han sostingut que el cervell és condició necessària, però no suficient, perquè la ment realitzi les seves funcions: per exemple Eccles, neuròleg i premi Nobel de Medicina, o bé Karl Popper en la seva filosofia de la ciència.[1] Tot i que amb postures diferents, cap dels dos identifica el pensament amb l'activitat cerebral.
Una posició materialista de la ment és que la ment és matèria que s'analitza a si mateixa (retroalimentació de sistemes materials). És a dir, durant la seva evolució, la matèria ha passat d'estats caòtics a estats organitzats inorgànics, després a estats orgànics, i finalment aconsegueix analitzar estats actuals per assolir estats successius. La matèria s'organitzaria en sistemes autoregulats. Un exemple podria ser-ne el materialisme dialèctic o també el materialisme reductiu, propi de les ciències pures com la física i la química.
Cal destacar que no és el mateix referir-se a la ment com el comportament de la matèria, o referir-se a la ment com una cosa paral·lela i diferent de la matèria, però amb existència pròpia i estatut ontològic. L'exemple més conegut n'és la dualitat establerta per René Descartes d'una ment diferent dell cos, to i ser-hi unit: «penso, llavors existeixo». Aquestes diferències no són menors, ja que obren discussions tals com: tots els animals tenen ment o només els animals humans la tenen?
Des de les neurociències la ment pot considerar-se una experiència subjectiva creada per l'activitat cerebral per tal de produir un punt de referència pel moviment (Rodolfo Llinas en El cervell i el mite del jo). Sent així, la ment pot considerar-se una funció més del cervell encarregada d'organitzar la conducta cap a objectius determinats i que produeix una experiència subjectiva coneguda com a "jo" al voltant de la qual s'organitza el moviment (conducta). La funció mental seria una propietat emergent del cervell com la funció digestiva ho és l'aparell digestiu.
Per Howard Gardner la ment consisteix en un conjunt de mecanismes de computació específics i independents. La intel·ligència emergeix de la supraestructura conformada per les estructures mentals. Les estructures mentals serien accions complertes o en potència exterioritzades en moviment o interioritzades en pensament. Per a Piaget l'estructura elemental del coneixement és l'esquema. Diferenciava les operacions concretes de les formals, cosa que permetria diferenciar tres components de la ment:
- La ment concreta realitza els processos bàsics del pensament: observació, comparació, relació, classificació, que són la base de l'anàlisi-síntesi.
- La ment pràctica realitza processos directius i executius de pensament; relaciona les causes amb els efectes i els mitjans amb els fins. És la base de la intel·ligència i els seus metacomponents, tal com els anomena Robert J. Sternberg en la seva teoria triàrquica de la intel·ligència.[12]
- La ment abstracta realitza processos de reflexió conscient; accedeix a les seves pròpies representacions i les modifica. La raó és la facultat superior de coneixement, ja que fa abstracció de tot contingut. Així ho plantejava Kant en la Crítica de la raó pura.[13]

## Relació de ment i cos
La relació entre ment i cos és problemàtica, ja que, en ser la ment un objecte psicològic, no és evident com es relaciona amb la part física de la persona, sigui amb el cervell, sigui amb la resta de l'anatomia humana. Aquesta relació és el problema central de la filosofia de la ment.
La posició que defensa que ment i cos són entitats separades, pertanyents a un ordre diferent de la realitat, rep el nom de dualisme. El dualisme neix amb les reflexions dels filòsofs hindús, que separaven el món en un pla psíquic o espiritual (purusha) i un altre de físic i empíric (praktri). En l'àmbit occidental neix amb la distinció de Plató del món de les idees, intel·ligible i etern, i el món sensible o del cos.
La majoria de dualistes contemporanis defensen una interacció entre els dos àmbits, per exemple l'efecte placebo prova com la ment pot condicionar el cos i fer-lo experimentar sensacions. Igualment, el dolor és un estat mental provocat per un patiment del cos, transmès al cervell mitjançant els nervis. El mateix concepte de salut mental reforça aquest vincle: la ment ha d'estar sana com el cos, ja que hi ha malalties i trastorns mentals que es tradueixen en manca de salut física, amb símptomes empírics.
Per contra els monistes neguen que existeixin dos àmbits del real, que en l'ésser humà equivalguin a cos i ànima. Els materialistes creuen que tot es redueix a connexions neuronals del cervell, un òrgan igual que els altres, i que no existeix més realitat que la física. Amb els avenços de la neurologia es podran explicar conceptes abstractes que s'han tendit a atribuir a una esfera no material.
Altres teòrics sostenen just el contrari: que l'única realitat és la mental, psíquica, en una escola que neix amb Descartes. Aquest argumentava que sovint es confonen el somni i la vigília, i que tot el que una persona percep està subjecte a error, podria ser una al·lucinació o una creació de la seva ment. Aquesta concepció ha estat desenvolupada àmpliament per la ciència-ficció i és un tòpic de la literatura recurrent des del barroc.
A més a més, encara que es provés que existeix una realitat exterior a la ment, aquesta només es presenta a l'individu amb la seva ment, mai és possible accedir al món tal com és. Per exemple, pot existir una taula, però una persona només veu la taula amb els seus ulls, i si conté aspectes que no entren dintre del seu espectre visual, per a ella no existeixen.
La postura intermèdia afirma que són realitats interdependents de constitució semblant. Entre els seus defensors es troben el metge John Carew Eccles o Karl Popper. L'emergentisme és una escola dins aquest grup intermedi, que afirma que l'origen de la ment és físic i que segueix els postulats de la teoria general de l'evolució, ja que va aparèixer per facilitar la vida de les persones i la seva adaptació al medi, però no es pot dir que la ment sigui quelcom físic en si mateixa, sinó que pertany a una realitat que transcendeix la pura matèria, igual que l'evolució cultural n'ha superat la biològica en els humans sense anul·lar-la

## Facultats mentals
La ment, en tant que construcció, està formada per un conjunt de facultats diferenciades. La nòmina pot variar segons els estudiosos, però les més comunes són la percepció, la memòria, la imaginació, la introspecció, la creença, el raonament i l'emoció. Les facultats mentals inclouen, per tant, tots els tipus de pensament, la possibilitat de rebre i classificar dades dels sentits, la voluntat i actitud davant l'entorn, i per a la psicoanàlisi també la part inconscient de la persona. Per a Jean Piaget, segons el grau de complexitat de les operacions requerides, aquestes facultats divideixen la ment en tres parts: la ment concreta, que realitza operacions com observar o relacionar; la ment pràctica, que analitza, i la ment abstracta, que s'ocupa de la reflexió.
La majoria d'autors, en dibuixar possibles models mentals o imatges que n'expliquin com funciona, sostenen una visió modular de la ment, és a dir, la ment és l'agrupació de subconjunts de facultats més o menys independents que poden relacionar-se entre si, però que s'expliquen de diferent manera i que corresponen a activitats variades. Cada mòdul és específic, tot i que pot correspondre a més d'una àrea del cervell, i s'activa per defecte quan obté un estímul adequat a la seva expertesa. Un dels autors més destacats en la teoria modular de la ment és Jerry Fodor.
Quan les facultats mentals funcionen de manera ordinària, es parla de salut mental. El contrari és la malaltia mental, objecte de tractament de la psiquiatria, tot i que usualment es considera que la malaltia no és un estat per se, sinó un grau extrem o atípic d'un comportament determinat. La ment sana tendeix a l'homeostasi o equilibri, buscant mecanismes de defensa per a minimitzar el desgast, el patiment o el dubte mentre cerca estímuls.

## Contingut objectiu i subjectiu de la ment
Es considera que la ment és una construcció que evoluciona amb la maduració de la persona, per tant és un seguit d'estats mentals que es relacionen amb els anteriors i amb l'experiència. Hi ha una forta polèmica sobre el caràcter objectiu o subjectiu dels estats mentals, ja que no coincideixen exactament amb el que es comunica externament i amb les atribucions que altres puguin realitzar a partir del seu propi estat mental (el que es coneix com a teoria de la ment).
El contingut considerat subjectiu i incomunicable s'anomena qualia. Per exemple, dues persones poden estar d'acord que un determinat jersei és vermell, però mai no podran saber com veu exactament l'altra persona aquell vermell o quines emocions li suscita, tot i que en parlin (com argumenta Thomas Nagel). Alguns experiments teòrics com el de Frank Cameron Jackson han intentat demostrar l'existència objectiva dels qualia, que serien equivalents al noümen de Kant aplicat a la ment.
La fenomenologia considera que els qualia o bé no existeixen (són simplement mancances de la ciència actual) o bé no són rellevants per a l'estudi de la ment, que es compon d'estats objectius i susceptibles d'anàlisi, atès que són físics. El fundador d'aquesta escola és Edmund Husserl. Portada a l'extrem, la fenomenologia pot arribar a negar l'existència del jo, perquè l'únic que hi ha són una sèrie d'estats mentals sempre canviants (fins i tot el record canvia, el passat queda transformat i es converteix en part de l'estat mental present), en una línia que segueix l'empirisme radical.
L'estudi dels estats mentals, i com afecten la persona, és l'objecte d'estudi de la psicologia, en les seves diferents branques, i més recentment d'un camp interdisciplinari com les ciències cognitives.

## Evolució de la ment
La psicologia evolutiva estudia com es formà la ment humana des de l'aparició de l'espècie, mentre que la psicologia del desenvolupament analitza com canvia la ment des del naixement fins a l'edat adulta. Són, per tant, dues branques que adopten una visió diacrònica o sincrònica per veure com canvia la ment.
Dins de la psicologia evolutiva hi ha dues escoles dominants: la que afirma que es va produir un "gran salt" que diferencia la ment humana de la resta d'animals, i la que aposta per un contínuum evolutiu seguint les tesis de Darwin. Entre els primers, alguns estudiosos com Robin Dunbar argumenten que el canvi va succeir per la necessitat d'adaptar-se a grups socials de complexitat creixent (hipòtesi del cervell social), mentre que d'altres ho justifiquen amb les necessitats de supervivència de l'entorn.
Si s'analitza com canvia la ment amb el pas del temps en una sola persona, apareixen factors clau, com l'educació i l'aprenentatge basat en les experiències viscudes, que canvien la configuració de la pròpia ment, fent que cada individu en posseeixi una de diferent, malgrat provenir del mateix entorn. Seguint la teoria de Jean Piaget, es pot dividir l'evolució de la ment en diversos estadis: el sensomotor, dels primers anys de vida, en què els sentits forneixen de contingut la ment; el preoperacional, en què comença a aparèixer la consciència com a factor diferencial d'altres persones i la capacitat d'usar l'analogia; el d'operacions concretes, a partir dels set anys, en què sorgeix el raonament lògic, i finalment el formal, en què s'afinen les possibilitats de pensament abstracte, desenvolupat amb l'adolescència.

## Trastorns de la ment
Els trastorns de la ment es caracteritzen per un desenvolupament patològic de les facultats ontogèniques de la ment, depenent de l'espècie en qüestió; provoquen una decreixent situació en l'organització de la personalitat de l'individu, que va acusant una important regressió. Per norma general, ocasiona dificultats a l'individu o als seus semblants, fins al punt de posar en risc les facultats homeostàtiques, bé pròpies o alienes, i pot afectar individus o els seus béns. La desvirtuació només pot definir-se respecte a un patró mig comparatiu amb els altres individus i la seva història, per la qual cosa, aquesta llista de trastorns reconeguts com a tals ha variat.
Aquest funcionament "anormal" pot deure's a causes ambientals que causen lesions, o a factors genètics. En un moment donat, pot col·lapsar la part racional, que se sent incapaç de trobar camins que enfrontin la realitat, i origina un trastorn puntual o bé demostra que el trastorn puntual és la pauta general. Comunament és provocat per un esgotament emocional, que per norma general neix d'una situació no desitjada o la que la ment avalua com a insostenible des del seu punt de vista. Les patologies mentals neixen en el moment en què l'individu ha incorporat, com a part de la solució, un procés que indueix un risc per a la seva salut o la de qualsevol altre individu de manera sostinguda en el temps. Aquests patrons de comportaments es poden catalogar com a lesions.
Hi ha diferents categories en els trastorns o les malalties mentals, i existeixen moltes facetes del comportament humà i de la personalitat de l'individu que poden arribar a desequilibrar-se. Alguns dels trastorns o malalties mentals més conegudes són:
- Esquizofrènia: l'esquizofrènia és una malaltia mental caracteritzada per una pèrdua del judici de la realitat i una àmplia desorganització de la personalitat amb impossibilitat de motivar una conducta i establir una propositivitat vital adequada. És causada, probablement, per un defecte bioquímic o microestructural cerebral, que a hores d'ara encara no està aclarit del tot.
- Malaltia bipolar: el trastorn bipolar, abans conegut com a psicosi maniacodepressiva, és una malaltia psíquica que es caracteritza per passar d'un estat hipertímic (eufòria) a un de distímic (depressió). Aquests episodis no tenen relació amb els esdeveniments de la vida del pacient; dit d'una altra manera, no són reactius.
- Ansietat: l'ansietat és una reacció instintiva normal d'autoprotecció que es desencadena davant d'una situació de perill; estimula el nostre organisme impulsant la nostra capacitat d'esforç per lluitar o fugir. Quan l'ansietat ens bloqueja, som davant d'una ansietat patològica.[26]
- Depressió: és una malaltia mental caracteritzada per una alteració de l'estat d'ànim del pacient, amb la tristesa com a símptoma principal.

## En la religió i les pseudociències

### Religió
Moltes religions associen qualitats espirituals a la ment humana. Aquestes estan, sovint, estretament connectades amb la seva mitologia i el més enllà.
El filòsof indi Sri Aurobindo intentà unir les tradicions psicològiques d'Occident i Orient amb la psicologia integral, igual que molts filòsofs i nous moviments religiosos. El judaisme ensenya que "Moaj Shalit al halev", la ment governa el cor. Els éssers humans poden acostar-se a la divinitat intel·lectualment, amb l'aprenentatge i comportant-se d'acord amb la voluntat divina com està explicada en la Torah; utilitzar aquesta comprensió lògica profunda de provocar i guiar l'activació emocional durant l'oració. El cristianisme ha tendit a veure la ment com una cosa diferent de l'ànima (del grec nous) i a vegades l'ha distingit de l'esperit. La tradició esotèrica occidental a voltes es refereix a un cos mental que existeix en un pla diferent al físic. Diverses escoles filosòfiques de l'hinduisme han debatut sobre si l'ànima de l'ésser humà (en sànscrit atman) és diferent o idèntica, de Brahman, la realitat divina. El taoisme veu l'ésser humà contigu a les forces de la natura, i la ment com a no separada del cos. El confucianisme veu la ment i el cos com a intrínsecament perfectibles.

### Parapsicologia
La parapsicologia és l'estudi científic de certs tipus de fenòmens paranormals, o de fenòmens que semblen ser paranormals, com per exemple, la precognició, la telequinesi i la telepatia.
El terme es basa en els mots grecs para (costat / més enllà), psique (ànima / ment), i logos (compte / explicació) i l'encunyà el psicòleg Max Dessoir abans del 1889. J. B. Rhine més tard popularitzà la "parapsicologia", com un reemplaçament per a l'anterior terme "investigació psíquica", fent un canvi en les metodologies que aportà mètodes experimentals per a l'estudi dels fenòmens psíquics. La parapsicologia és controvertida, amb molts científics que creuen que les capacitats psíquiques no s'ha demostrat que existeixin. L'estat de la parapsicologia com a ciència també ha estat qüestionada, amb molts científics qualificant a la disciplina de pseudociència.